# موزا
موزا یا موسا، معروف به تئا موزا، ملکه شاهنشاهی اشکانی از سال ۲ پیش از میلاد تا ۴ میلادی بود. او در اصل برده‌ای رومی بود که توسط آگوستوس، امپراتور روم، (حک. ۲۷ پ. م – ۱۴ م.) به عنوان هدیه به دربار فرهاد چهارم اشکانی (حک. ۳۷ – ۲ پ. م) فرستاده شده‌بود. موزا به سرعت در دربار پیشرفت کرد و به ملکه و همسر مورد علاقه فرهاد چهارم تبدیل شد و از شاهنشاه فرزندی به نام فرهادک (فرهاد پنجم) را زاد. او در سال ۲ پیش از میلاد، همسرش را زهر خوراند و به همراه فرهادک بر تخت نشست. آن دو پس از شش سال سلطنت مشترک به دست بزرگان اشکانی برکنار شدند و به رم گریختند. سپس ارد سوم جانشین آن دو شد.
موزا حدود ۳۰ سال در ایران بود. او نخستین و یکی از سه زن حاکم بر ایران در طول تاریخ است؛ دو زن دیگر دو خواهر از خاندان ساسانی در سده هفتم میلادی به نام‌های بوران‌دخت و آزرمی‌دخت هستند. موزا همچنین نخستین زن در تاریخ ایران است که نقشش بر سکه‌ها زده و نیم‌تنه‌اش با تاج شاهی ساخته شده‌است.

## پیش‌زمینه
در سال ۳۸ پیش از میلاد پاکور یکم، پسر شاهنشاه ارد دوم (حک. ۵۵ – ۳۷ پ. م)، در نبرد کوه گنداروس پس از شکست از نیروهای رومی، کشته شد. شاهنشاه که عمیقاً از مرگ پسر مورد علاقه خود اندوهگین بود، از حکومت کناره‌گیری کرد و تاج‌وتخت را به پسر دیگر خود، فرهاد چهارم، سپرد. در حدود سال ۳۴ پیش از میلاد شخصی به نام تیرداد، فرهاد را سرنگون کرد و خود به جای او بر تخت نشست اما فرهاد به سرعت موفق شد با کمک عشایر سکایی حکومت را بازپس گیرد. تیرداد در پی آن از کشور گریخت و با یکی از پسران فرهاد به روم پناه برد. فرهاد در سال ۲۰ پیش از میلاد در پی مذاکراتی ترتیب آزادی پسر ربوده‌شدهٔ خود را داد. رومی‌ها نیز در برابر بازپس فرستادن او، اسیران بازمانده از نبرد حران و چندین درفش لژیونری را دریافت کردند. برده‌ای ایتالیایی نیز به نام موزا همراه با آن شاهزاده به ایران فرستاده شد.
گزارش‌های تاریخی نشان می‌دهد که در دوره نیرومندی دستگاه پادشاهی اشکانی، پادشاهان پیش از مرگ خود شاهزاده‌ای را به عنوان ولیعهد تعیین می‌کردند و در دوره ناتوانی آن خاندان، بزرگان خاندان‌های پرنفوذ در گردهمایی خود که مهستان نام داشت، کسی را از نژاد اشکانی را به تخت شاهی می‌نشاندند. مهستان همچنین وظیفه تأیید انتخاب شاه را نیز برعهده داشت.

## ورود به ایران و کسب قدرت
از زندگی اولیه موزا اطلاعات چندانی در دست نیست. او در سال ۲۰ پیش از میلاد همراه با پسر فرهاد چهارم به ایران آمد. به گفتهٔ اِما استروگنل موزا ممکن است از طرف روم به نیت دستیابی به اطلاعات یا نفوذ بر پادشاه اشکانی به ایران فرستاده شده باشد.
فرهاد چهارم بر اساس بنچاق اورامان در آن زمان دست کم چهار همسر دیگر به نام‌های اولنایر، کلئوپاترا، باسیرتا و بیستیباناپس داشت. او موزا را نیز به همسری گرفت و وی اندکی بعد به جایگاه ملکه و همسر مورد علاقه فرهاد چهارم دست یافت. موزا در حدود سال ۱۹ پیش از میلاد باردار شد و فرهادک (فرهاد پنجم) را به دنیا آورد. او که به دنبال تضمین پادشاهی پسرش بود، در سال ۱۰ یا ۹ پیش از میلاد شوهرش را متقاعد کرد تا برای جلوگیری از درگیری شاهزادگان بر سر جانشینی، چهار پسر بزرگ‌تر خود به نام‌های بهنام، فرهاد، روداسپ و سراسپادان را به رم بفرستد.

## فرمانروایی

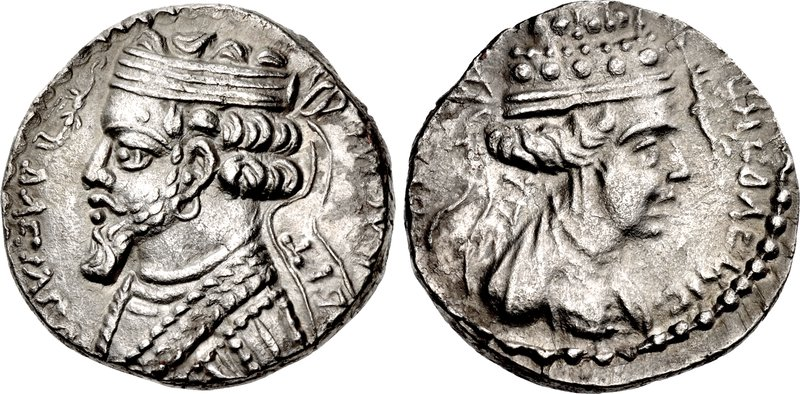
سکهٔ فرهاد پنجم، که تصویر مادرش، موزا، در پشت آن قرار دارد. ضرب سلوکیه

موزا در سال ۲ پیش از میلاد، به فرهاد چهارم زهر داد و سپس همراه با پسرش فرهادک به عنوان حاکم مشترک بر تخت نشست. در پشت سکه‌های متأخر فرهادک به وضوح تصویری از مادرش، موزا، با یک نوشته دایره‌ای شکل با عنوان «آسمانی» دیده می‌شود که با نوشته‌های مربعی‌شکلی که در آن زمان در سکه‌های اشکانی رایج بود، متفاوت است و نشان می‌دهد که آن دو حداقل مشترکاً حاکم بوده‌اند. فرهادک همچنین به مادرش عنوان باسیلیسا («ملکه») داده بود که همسر پادشاه و سایر زنان سلطنتی در دوران هلنیستی از آن استفاده می‌کردند.
یوسف فلاوی، تاریخ‌نگار رومی سده یکم، به ادعاهایی مبنی بر ازدواج موزا با پسرش اشاره می‌کند. اما مدرکی وجود ندارد که ادعای یوسف را تأیید یا رد کند. شواهد موثقی مبنی بر ازدواج میان والدین و فرزندان چه در زمان اشکانیان، و چه در زمان هخامنشیان، پیشینیان ایرانی آن‌ها، وجود ندارد. تاریخ‌نگار معاصر جوآن ام. بیگوود گزارش یوسف را «جداً گمراه‌کننده» می‌خواند و با اشاره به شباهت‌های بسیار زیاد آن با داستان سمیرامیس، ملکه آشور، نتیجه می‌گیرد که روایت وی از موزا به احتمال زیاد از یک داستان عامیانه نشأت گرفته شده‌است. لئوناردو گرگوراتی نیز به همین ترتیب تاریخی بودن گزارش یوسف را زیر سؤال می‌برد و آن را «شبه‌تاریخی» می‌خواند. او استدلال می‌کند که یوسف «برای اثبات ضعف نهادی اشکانیان، نقشی تخیلی برای زنان اشکانی» ایجاد کرده‌است.

## پایان کار
بزرگان اشکانی که از انفعال فرهاد پنجم در برابر مزاحمت‌های رومیان در ارمنستان و تبار رومی مادرش برآشفته بودند، هر دو را در سال ۴ میلادی و پس از یک حکومت شش‌ساله از تخت سلطنت بر کنار کردند و ارد سوم را به جای آن دو بر تخت نشاندند. فرهادک و موزا به رم گریختند و آگوستوس آن‌ها را پذیرفت. تاریخ‌نگاران رومی دربارهٔ سرنوشت موزا و فرزندش سکوت اسرارآمیزی داشته‌اند و مشخص نیست در رم چه بر سر آن‌ها آمده‌است.
موزا در کل حدود ۳۰ سال در ایران ماند و نخستین زن حاکم بر این کشور بود. البته پیش از او ملکه رینو، همسر مهرداد یکم اشکانی (حک. ۱۷۱ – ۱۳۲ پ.م)، در زمان کوچک بودن پسرش شاهنشاه فرهاد دوم به عنوان نایب‌السلطنه بر ایران حکومت کرده‌بود. موزا همچنین یکی از سه زن حاکم بر ایران در طول تاریخ است؛ دو زن دیگر دو خواهر از خاندان ساسانی در سده هفتم میلادی به نام‌های بوران‌دخت (حک. ۶۳۰ – ۶۳۲ م.) و آزرمی‌دخت (حک. ۶۳۰ – ۶۳۱ م.) هستند.

## تصاویر ادعایی

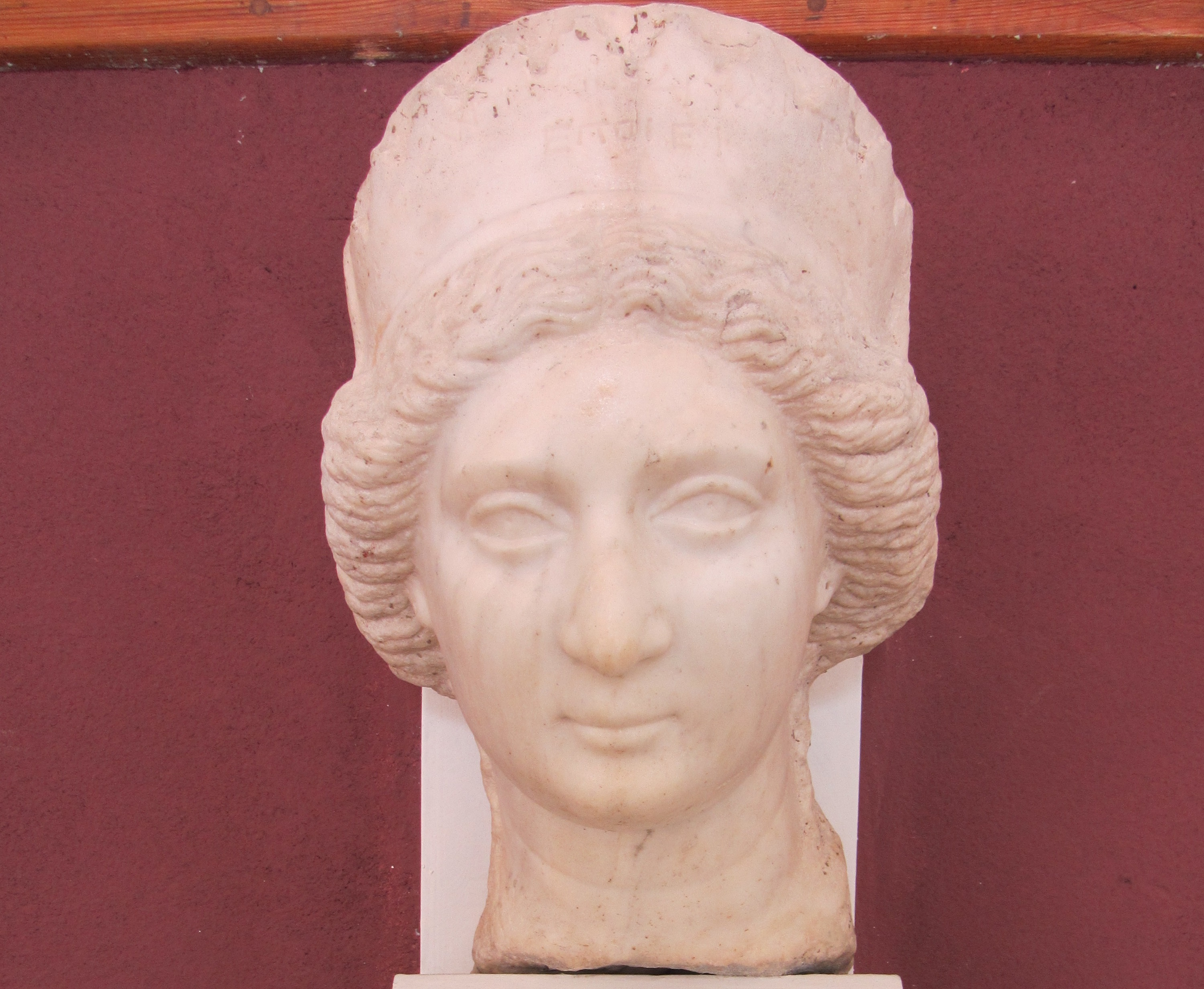
سردیس منتسب به موزا - اواخر سده نخست پیش از میلاد، موزه ایران باستان

موزا نخستین زن در تاریخ ایران است که نقشش بر سکه‌ها زده و نیم‌تنه‌اش با تاج شاهی ساخته شده‌است. تاکنون چندین تصویر از جمله یک انگشتر طلا و نگین به موزا نسبت داده شده، هرچند این پیوندها متعاقباً زیر سؤال رفته‌اند.
فرانس کومون، باستان‌شناس بلژیکی، برای نخستین بار یک سردیس زن را که توسط هنرمندی یونانی به نام آنتیوخوس ساخته و در سال ۱۹۳۹ توسط رولان دو مکنم، باستان‌شناس فرانسوی، در شوش یافت‌شده، به موزا نسبت داد. این انتساب مورد موافقت چندین پژوهشگر دیگر قرار گرفته‌است. اما ویژگی‌های صورت سردیس با سکه‌های موزا شباهت چندانی ندارد. این سردیس دارای یک تاج کنگره‌دار شبیه به تاج‌های دوره هخامنشی است، در حالی که موزا در سکه‌هایی که او را به تصویر می‌کشند یک دیهیم را همراه با تاجی با سه لایه نگین بر سر دارد. تاج دارای کنگره، گرچه بیشتر توسط اعضای خانواده سلطنتی استفاده می‌شد، اما در مواردی توسط خدایان نیز استفاده شده‌است. الهه‌ای یونانی به نام توخه نیز گاهی با تاجی مشابه با تاج روی سکه‌های اشکانی به تصویر کشیده شده‌است. در نتیجه برخی از پژوهشگران بر این باورند که آن سردیس تصویری از توخه است.

## واژه‌نامه
1. ↑  Emma Strugnell
2. ↑  Joan M. Bigwood
3. ↑  Leonardo Gregoratti

## برای مطالعهٔ بیشتر
- Bigwood, Joan M. (2008). "Some Parthian Queens in Greek and Babylonian Documents". Iranica Antiqua. 43: 235–274. doi:10.2143/IA.43.0.2024050.

 }}
| تئاموزااشکانیان درگذشتهٔ: ۴ م |                                                     |               |
| عنوان سلطنتی                 |                                                     |               |
| پیشین: فرهاد چهارم           | شاهنشاه ایران ۲ پ.م. – ۴ م متصدی همزمان: فرهاد پنجم | پسین: ارد سوم |